# Valanota
Valanota es un concurso televisivo de preguntas y respuestas español basado en el formato Name That Tune (original de Estados Unidos), presentado por Óscar Martínez y emitido por Telecinco entre el 14 de julio de 2008 y el 28 de julio de 2008 a las 13:00 horas. Tras dos semanas de emisión, Valanota es cancelado por sus bajos datos de audiencia y el programa finaliza a mediados de julio con un total de 15 episodios ya grabados.

## Sinopsis
El concurso se compone de preguntas y respuestas en el que tres participantes compiten por un premio en metálico. En este programa participan tres concursantes que tienen que adivinar los títulos de una selección de canciones a partir de un reducido número de notas musicales interpretadas por una orquesta.

## Mecánica
En la primera prueba de 'Valanota', '¿De qué me suena?', los tres jugadores tienen que adivinar el título correcto de diez melodías sonadas para la orquesta apretando el pulsador. Si el concursante contestaba correctamente marcaba 10 puntos en cambio no ajuntaba algunos puntos en su marcador. Terminada esta fase, el jugador con el puntaje más alto pasaba en la ronda final, en cambio, los otros tenían que continuar a jugar.
En la segunda prueba, 'Rueda la nota', los dos concursantes en juego, tienen que adivinar tres melodías cadauno. En el principio, los concursantes tenían que apretar el pulsador que hacia pararse en un instrumento musical, y después en una de las palabras contenida en el título de la canción sonada de la orquesta con el solo instrumento salido que podría ser: piano, flauta, guitarra, bajo, saxófono, batería y voz con silbidos. Si el concursante contestaba correctamente marcaba 20 puntos, en cambio no marcaba nadie. 
En la tercera prueba, 'Toma nota', una vez más los dos concursantes en juego, tenían que contestar el título correcto de cinco canciones a través de cinco pistas. Dicha la pista, los jugadores de diez notas a disposición tenían que hacer una subasta al rebajo, donde quién quería adivinar la canción con una posta más baja hasta el mínimo de una nota o si el adversario se plantaba, el jugador juzgaba la subasta. Si él contestaba el título correcto de la canción marcaba 30 puntos, en cambio, el adversario podría responder y si contestava correctamente marcaba él los 30 puntos, por lo demás no marcaba nadie. Terminada esta prueba, el concursante con el puntaje más alto iba al juego final, en cambio el otro será eliminado.
En el juego final, 'Las 7 Magníficas', los dos jugadores finalistas con los cascos en la cara tenían que adivinar siete canciones en formato MIDI cadauno en 30 segundos apretando el pulsador con la posibilidad de pasar y de regresar después si no sabe el título exacto. Si el jugador falla el título, no ganará el bote, en cambio si contesta correctamente todas las siete canciones ganará el bote que reparte de 3.000€ cada vez que será juzgado. En caso de empate, el primer concursante que aprieta el pulsador y contesta correctamente el título será campeón, sin embargo el jugador que contesta más canciones regresará en el siguiente programa ganando 600€, además, si el bote no es ganado crecerá de otros 3.000€.

## Episodios y audiencias
| Temporada | Temporada | Episodios | Estreno             | Final               | Audiencia media | Audiencia media | Audiencia media |
| Temporada | Temporada | Episodios | Estreno             | Final               | Espectadores    | Cuota           |                 |
| --------- | --------- | --------- | ------------------- | ------------------- | --------------- | --------------- | --------------- |
|           | 1         | 15        | 14 de julio de 2008 | 28 de julio de 2008 | 821 000         | 10,5%           |                 |